# Dąbrowica (Ukraina)
Dąbrowica (ukr. Дубровиця) – wieś na Ukrainie w rejonie jaworowskim obwodu lwowskiego. 
W Dąbrowicy urodzili się:
- Roman Podoski